# Kuca (polana)
Polana Kuca – niewielka polana reglowa w rejonie Dolinie Lejowej w Tatrach Zachodnich. Znajduje się na wschodnich zboczach Wierchu Kuca, powyżej polany Jaworzyna Lejowa, a poniżej przełęczy Lejowe Siodło. Obydwie te polany są własnością Wspólnoty Leśnej Uprawnionych Ośmiu Wsi z siedzibą w Witowie. Polana Kuca jest ze wszystkich stron otoczona lasem, poniżej niej wypływa źródełko. Nazwa polany pochodzi od pierwszego właściciela.
Wchodziła w skład Hali Lejowej. Po utworzeniu TPN-u zlikwidowano w całych Tatrach wypas<. Po roku 1982 na niektórych polanach, w tym na Polanie Kuca, ponownie przywrócono wypas (tzw. wypas kulturowy).